# Даджен против Великобритании
Даджен против Великобритании — решение Европейского суда по правам человека от 22 октября 1981 года, согласно которому существование законодательства Северной Ирландии, предусматривающего уголовную ответственность за добровольные приватные сексуальные отношения между двумя взрослыми мужчинами, противоречит статье 8 Европейской конвенции о защите прав человека и основных свобод и нарушает право на уважение частной и семейной жизни.
Решение ЕСПЧ является важным по следующим пунктам:
- как первый успешный шаг в ЕСПЧ по декриминализации однополых сексуальных отношений;
- как дело, которое повлияло на приведение законодательства Северной Ирландии в соответствие с действующим правом в Англии и Уэльсе по декриминализации гомосексуальных отношений;
- в качестве вступительного слова в деле «Норрис против Ирландии», в котором ЕСПЧ посчитал уголовное преследование в Ирландии за гомосексуальные отношения нарушением права на частную жизнь[2];
- как правовой прецедент, который привел к тому, что Совет Европы призвал государства-членов Ассамблеи отменить все положения своих законодательств, устанавливающих уголовное преследование гомосексуальных отношений между совершеннолетними по взаимному согласию[3].

## Предшествующие события
Открытый гей и член Юнионистской партии Ольстера Джефф Даджен боролся за декриминализацию гомосексуальности в Белфасте, столице Северной Ирландии. Он обвинил полицию в произведении в его доме в январе 1976 г. обыска, после которого он был допрошен в полиции о его гомосексуальных связях. Его личные бумаги, отобранные при обыске, были возвращены более чем через год.
В качестве протеста Джефф Даджен подал жалобу в Европейскую комиссию по правам человека в 1975 году, которая после слушания в 1979 году объявила его жалобу приемлемой для рассмотрения в Европейском суде по правам человека.
Судебное слушание в ЕСПЧ состоялось в апреле 1981 года перед коллегией из 19 судей. Даджен был представлен адвокатами лордом Гиффордом, Терри Маньярдом и Полом Крейном.

## Судебный процесс
22 октября 1981 года Суд согласился с Комиссией, что криминализация однополого секса между взрослыми по обоюдному согласию в Северной Ирландии является нарушением статьи 8 Европейской конвенции о правах человека, которая гласит:
Каждый имеет право на уважение его личной и семейной жизни, его жилища и его корреспонденции. Не допускается вмешательство со стороны публичных властей в осуществление этого права, за исключением случаев, когда такое вмешательство предусмотрено законом и необходимо в демократическом обществе в интересах национальной безопасности и общественного порядка, экономического благосостояния страны, в целях предотвращения беспорядков или преступлений, для охраны здоровья или нравственности или защиты прав и свобод других лицСтатья 8 Европейской конвенции о правах человека
Решение было вынесено в пользу Даджена в количестве: 15 - "за", 4 - "против". Суд постановил, что "в равной степени существующее моральное неприятие гомосексуализма в Северной Ирландии, а также озабоченность общественности тем, что любое послабление закона приведет к эрозии существующих нравственных принципов, не могут явиться основанием для столь значительного вмешательства в частную жизнь заявителя". 
Тем не менее, Комиссия отметила, что то обстоятельство, что по закону заявитель лишен возможности вступать в половые акты с мужчинами моложе 21 года, оправдано как необходимое для защиты прав других лиц. Минимальный допустимый возраст согласия для вступления в половые акты с мужчинами, по мнению Комиссии, страны должны регулировать самостоятельно.
Вместе с тем, Суд отказал в рассмотрении дела по статье 14, посвященной запрету дискриминации. Поскольку вмешательство в личную жизнь Джеффа Даджена по своему объему и абсолютному характеру уже привело к нарушению статьи 8, Суд постановил, что не имеет юридического значения установление того, страдал ли Даджен еще и от дискриминации в сравнении с другими людьми, которые подвергались меньшим ограничениям в отношении того же самого права.

## Значимость
Это было первое дело в Европейском суде по правам человека, по которому было принято решение в пользу прав ЛГБТ. Это было лишь тридцать пятое дело, рассмотренное Судом, и пятое нарушение, обнаруженное в Великобритании. 
В настоящее время количество судебных дел по правам ЛГБТ, рассмотренных в Страсбурге, достигает десяти тысяч.
В результате этого решения секс между двумя мужчинами был декриминализован в Северной Ирландии в октябре 1982 года. Женская гомосексуальность никогда не считалась преступной на всей территории Великобритании.
В решении по статье 50 от 24 февраля 1983 года не было присуждено никакого возмещения финансового и морального ущерба, так как приговор был признан достаточным вознаграждением за подавленное состояние, моральные страдания и мучения. Судебные издержки в размере 3 315 фунтов стерлингов были покрыты в счет оплаты юридических услуг Даджена, однако ему было отказано в возмещении оставшихся 1 290 фунтов из-за мнения Суда о том, что его адвокаты действовали согласно системе оплаты по результату, что подразумевало оплату после и только в случае выигрыша дела в суде. Трое из пяти судей, голосовавших против него и по основному делу, и один неназванный английский судья большинством голосов проголосовали против возмещения финансового и морального ущерба.
Несколько лет спустя при помощи закона о свободе предоставления информации была обнаружена записка неустановленного министра того времени, который придерживался консервативных взглядов: «Отложите решение этого вопроса; Страсбург сделает все необходимое». Это подразумевает под собой, что правительство Великобритании, хотя и сочувствовала делу Даджена, предпочло использовать Европейский суд по правам человека, чтобы изменить закон в Северной Ирландии, а не использовать собственное политическое влияние.
Положение Закона 1885 года все еще действовало в Ирландии и было поддержано Верховным судом Ирландии в 1983 году. Рассматриваемое в 1988 году в ЕСПЧ дело, известное как «Норрис против Ирландии», успешно повлияло на изменение существующей общественной ситуации, при этом дело Даджена использовалось в качестве ключевого прецедента для принятия положительного решения. В конечном итоге, решение ЕСПЧ привело к декриминализации гомосексуальных отношений в Ирландской Республике в 1993 году. Аналогичным образом в деле «Модинос против Кипра» в 1993 году было установлено, что подобный существующий закон в Кипре является нарушением прав человека.
Решение ЕСПЧ по делу «Даджен против Великобритании» было процитировано судьей Энтони Кеннеди в деле «Лоуренс против Техаса» во время обсуждения мнений судей. Своим решением по этому делу Верховный суд США отменил Закон о содомии штата Техас, а также отменил действие других подобных законов, запрещавших в тринадцати различных штатах всевозможные добровольные сексуальные практики, считавшиеся «неестественными» (например, оральный секс) независимо от того, совершаются ли они между однополыми или разнополыми партнёрами.